# 경민IT고등학교 축구부
경민IT고등학교 축구부는 경기도의정부시에 위치한 경민IT고등학교의 축구부이다. 언남고등학교가 운영했었던 축구부로 2003년에 해단되었다. 과거 학교 명칭 경민정보산업공업고등학교 이던 시절에는 경민정산고등학교 축구부란 이름으로 있었으며, 그 기간 동안에 김태훈 선수와 같은 선수들을 배출했다.

## 참고 문헌
- “KFA 통합경기정보 시스템”. 대한축구협회.

## 같이 보기
- 경민IT고등학교